# Polisportiva Libertas Martignacco 2022-2023
Questa voce raccoglie le informazioni riguardanti la Polisportiva Libertas Martignacco nelle competizioni ufficiali della stagione 2022-2023.

## Stagione
Nella stagione 2022-23 la Polisportiva Libertas Martignacco assume la denominazione sponsorizzata di Itas Ceccarelli Martignacco.
Partecipa per la quinta volta consecutiva al campionato di Serie A2 terminando il girone B della regular season al quinto posto in classifica; accede alla pool promozione dove giunge al decimo posto in classifica.
A seguito del quinto posto in classifica al termine del girone di andata, si qualifica per la Coppa Italia di Serie A2 dove viene eliminata nei quarti di finale dal Roma Club.

## Organigramma societario
Area direttiva
- Presidente: Fulvio Bulfoni
- Presidente onorario: Bernardino Ceccarelli
- Vicepresidente: Emanuela Coccolo
- Addetto arbitri: Loris Pittolo

Area tecnica
- Allenatore: Marco Gazzotti
- Allenatore in seconda: Alberto Nicoli
- Scout man: Roberta Peressin

Area comunicazione
- Ufficio stampa: Massimo Fontanini
- Fotografo: Giacolo Lodolo
- Speaker: Gabriele Slobbe

Area marketing
- Responsabile marketing: Valentina Romani

Area sanitaria
- Fisioterapista: Luca Fontanini

## Rosa
| N° | Nome             | Ruolo | Data di nascita  | Nazionalità sportiva |
| -- | ---------------- | ----- | ---------------- | -------------------- |
| 1  | Linda Cabassa    | S     | 25 luglio 2004   | Italia               |
| 2  | Veronica Allasia | P     | 21 giugno 2000   | Italia               |
| 3  | Giorgia Sironi   | O     | 24 febbraio 1995 | Italia               |
| 4  | Dalila Modestino | C     | 4 aprile 1998    | Italia               |
| 6  | Ilaria Granieri  | P     | 4 giugno 2001    | Italia               |
| 7  | Marta Lazzarin   | L     | 18 maggio 2004   | Italia               |
| 8  | Roxanne Wiblin   | S     | 18 dicembre 1998 | Stati Uniti          |
| 10 | Elisa Bole       | S     | 6 ottobre 2003   | Italia               |
| 11 | Sara Cortella    | S     | 15 febbraio 2002 | Italia               |
| 12 | Agata Tellone    | L     | 4 gennaio 2002   | Italia               |
| 17 | Katja Eckl       | C     | 6 maggio 2003    | Italia               |
| 18 | Bibiana Guzin    | C     | 17 agosto 2004   | Italia               |

## Mercato
| Acquisti | Acquisti         | Acquisti          | Acquisti   |
| R.       | Nome             | da                | Modalità   |
| -------- | ---------------- | ----------------- | ---------- |
| P        | Veronica Allasia | Hermaea           | definitivo |
| S        | Elisa Bole       | Pro Victoria      | definitivo |
| S        | Linda Cabassa    | Volleyrò          | definitivo |
| P        | Ilaria Granieri  | ATA Trento        | definitivo |
| C        | Bibiana Guzin    | Imoco             | definitivo |
| L        | Marta Lazzarin   | Antares Verona    | definitivo |
| O        | Giorgia Sironi   | Millenium Brescia | definitivo |
| S        | Roxanne Wiblin   | Suhl              | definitivo |

| Cessioni | Cessioni         | Cessioni          | Cessioni   |
| R.       | Nome             | a                 | Modalità   |
| -------- | ---------------- | ----------------- | ---------- |
| L        | Alice Barbagallo | Hermaea           | definitivo |
| P        | Roberta Carraro  | Imoco             | definitivo |
| P        | Chiara Ghibaudo  | Marsala           | definitivo |
| C        | Monica Mazzoleni | Lynn              | definitivo |
| S        | Giovanna Milana  | Talmassons        | definitivo |
| S        | Giulia Pascucci  | Blu Team          | definitivo |
| O        | Aurora Rossetto  | Talmassons        | definitivo |
| S        | Aurora Zorzetto  | Millenium Brescia | definitivo |

## Risultati

### Serie A2

#### Girone di andata
| 1ª Giornata - 23 ottobre 2022 Palazzetto dello Sport, Latisana      | Talmassons           | 3 - 0 | Libertas Martignacco | 25-20, 28-26, 27-25               |
| 2ª Giornata - 30 ottobre 2022 Palazzetto dello Sport, Martignacco   | Libertas Martignacco | 3 - 2 | Assitec              | 18-25, 25-20, 25-19, 22-25, 15-12 |
| 3ª Giornata - 6 novembre 2022 PalaFerroli, San Bonifacio            | Montecchio Maggiore  | 2 - 3 | Libertas Martignacco | 25-21, 25-21, 21-25, 21-25, 11-15 |
| 5ª Giornata - 13 novembre 2022 Palestra UniMe, Messina              | Sant'Anna            | 0 - 3 | Libertas Martignacco | 13-25, 24-26, 12-25               |
| 6ª Giornata - 20 novembre 2022 PalaPellini, Perugia                 | Perugia              | 0 - 3 | Libertas Martignacco | 22-25, 13-25, 14-25               |
| 7ª Giornata - 23 novembre 2022 Palazzetto dello Sport, Martignacco  | Libertas Martignacco | 3 - 0 | Vicenza              | 25-11, 25-10, 25-16               |
| 8ª Giornata - 27 novembre 2022 PalaScoppa, Soverato                 | Soverato             | 3 - 2 | Libertas Martignacco | 25-21, 26-24, 19-25, 18-25, 15-11 |
| 9ª Giornata - 4 dicembre 2022 Palazzetto dello Sport, Martignacco   | Libertas Martignacco | 2 - 3 | Adolfo Consolini     | 25-19, 26-24, 18-25, 19-25, 8-15  |
| 10ª Giornata - 11 dicembre 2022 PalaBellina, Marsala                | Marsala              | 0 - 3 | Libertas Martignacco | 23-25, 21-25, 23-25               |
| 11ª Giornata - 18 dicembre 2022 Palazzetto dello Sport, Martignacco | Libertas Martignacco | 0 - 3 | Roma Club            | 14-25, 13-25, 22-25               |

#### Girone di ritorno
| 12ª Giornata - 26 dicembre 2022 PalaCarnera, Udine                                | Libertas Martignacco | 1 - 3 | Talmassons           | 21-25, 19-25, 25-18, 23-25        |
| 13ª Giornata - 8 gennaio 2023 PalaIaquaniello, Sant'Elia Fiumerapido              | Assitec              | 0 - 3 | Libertas Martignacco | 15-25, 18-25, 9-25                |
| 14ª Giornata - 15 gennaio 2023 Palazzetto dello Sport, Martignacco                | Libertas Martignacco | 0 - 3 | Montecchio Maggiore  | 22-25, 19-25, 19-25               |
| 16ª Giornata - 22 gennaio 2023 Palazzetto dello Sport, Martignacco                | Libertas Martignacco | 3 - 0 | Sant'Anna            | 25-21, 25-22, 25-17               |
| 17ª Giornata - 5 febbraio 2023 Palazzetto dello Sport, Martignacco                | Libertas Martignacco | 3 - 0 | Perugia              | 25-20, 25-17, 25-19               |
| 18ª Giornata - 8 febbraio 2023 Palasport Città di Vicenza, Vicenza                | Vicenza              | 0 - 3 | Libertas Martignacco | 19-25, 20-25, 23-25               |
| 19ª Giornata - 12 febbraio 2023 Palazzetto dello Sport, Martignacco               | Libertas Martignacco | 3 - 1 | Soverato             | 22-25, 25-22, 25-17, 25-20        |
| 20ª Giornata - 19 febbraio 2023 Palazzetto dello Sport, San Giovanni in Marignano | Adolfo Consolini     | 2 - 3 | Libertas Martignacco | 25-13, 14-25, 25-21, 22-25, 10-15 |
| 21ª Giornata - 26 febbraio 2023 Palazzetto dello Sport, Martignacco               | Libertas Martignacco | 3 - 0 | Marsala              | 28-26, 25-17, 25-18               |
| 22ª Giornata - 5 marzo 2023 Palazzetto dello Sport, Guidonia Montecelio           | Roma Club            | 3 - 0 | Libertas Martignacco | 25-20, 25-23, 25-17               |

#### Pool promozione
| 1ª Giornata - 12 marzo 2023 PalaGeorge, Montichiari              | Millenium Brescia    | 3 - 1 | Libertas Martignacco | 26-24, 25-13, 23-25, 25-19 |
| 2ª Giornata - 19 marzo 2023 PalaPaganelli, Sassuolo              | Idea Sassuolo        | 0 - 3 | Libertas Martignacco | 22-25, 18-25, 20-25        |
| 3ª Giornata - 26 marzo 2023 Palazzetto dello Sport, Martignacco  | Libertas Martignacco | 1 - 3 | Trentino             | 18-25, 17-25, 25-18, 21-25 |
| 4ª Giornata - 1º aprile 2023 PalaBorsani, Castellanza            | Futura Giovani       | 3 - 0 | Libertas Martignacco | 25-20, 25-11, 25-18        |
| 5ª Giornata - 8 aprile 2023 Palazzetto dello Sport, Martignacco  | Libertas Martignacco | 3 - 1 | Hermaea              | 27-29, 25-17, 25-16, 25-23 |
| 6ª Giornata - 16 aprile 2023 Palazzetto dello Sport, Martignacco | Libertas Martignacco | 0 - 3 | Mondovì              | 20-25, 23-25, 21-25        |

### Coppa Italia di Serie A2
| Ottavi di finale - 11 gennaio 2023 PalaPaganelli, Sassuolo                     | Idea Sassuolo | 2 - 3 | Libertas Martignacco | 23-25, 25-20, 26-28, 25-22, 11-15 |
| Quarti di finale - 18 gennaio 2023 Palazzetto dello Sport, Guidonia Montecelio | Roma Club     | 3 - 0 | Libertas Martignacco | 25-16, 25-23, 25-19               |

## Statistiche

### Statistiche di squadra
| Competizione             | Punti | In casa | In casa | In casa | In trasferta | In trasferta | In trasferta | Totale | Totale | Totale |
| Competizione             | Punti | G       | V       | P       | G            | V            | P            | G      | V      | P      |
| ------------------------ | ----- | ------- | ------- | ------- | ------------ | ------------ | ------------ | ------ | ------ | ------ |
| Serie A2                 | 48    | 13      | 7       | 6       | 13           | 8            | 5            | 26     | 15     | 11     |
| Coppa Italia di Serie A2 |       | 0       | 0       | 0       | 2            | 1            | 1            | 2      | 1      | 1      |
| Totale                   | -     | 13      | 7       | 6       | 15           | 9            | 6            | 28     | 16     | 12     |

G = partite giocate; V = partite vinte; P = partite perse 

### Statistiche dei giocatori
| Giocatore    | Serie A2 | Serie A2 | Serie A2 | Serie A2 | Serie A2 | Coppa Italia di Serie A2 | Coppa Italia di Serie A2 | Coppa Italia di Serie A2 | Coppa Italia di Serie A2 | Coppa Italia di Serie A2 | Totale | Totale | Totale | Totale | Totale |
| Giocatore    | P        | PT       | AV       | MV       | BV       | P                        | PT                       | AV                       | MV                       | BV                       | P      | PT     | AV     | MV     | BV     |
| ------------ | -------- | -------- | -------- | -------- | -------- | ------------------------ | ------------------------ | ------------------------ | ------------------------ | ------------------------ | ------ | ------ | ------ | ------ | ------ |
| V. Allasia   | 26       | 58       | 29       | 14       | 15       | 1                        | 0                        | 0                        | 0                        | 0                        | 27     | 58     | 29     | 14     | 15     |
| E. Bole      | 18       | 129      | 114      | 8        | 7        | 2                        | 35                       | 26                       | 2                        | 7                        | 20     | 164    | 140    | 10     | 14     |
| L. Cabassa   | 17       | 81       | 68       | 6        | 7        | 2                        | 22                       | 20                       | 2                        | 0                        | 19     | 103    | 88     | 8      | 7      |
| S. Cortella  | 21       | 158      | 145      | 5        | 8        | 2                        | 7                        | 6                        | 1                        | 0                        | 23     | 165    | 151    | 6      | 8      |
| K. Eckl      | 26       | 224      | 136      | 72       | 16       | 1                        | 9                        | 4                        | 4                        | 1                        | 27     | 233    | 140    | 76     | 17     |
| I. Granieri  | 15       | 9        | 7        | 1        | 1        | 2                        | 8                        | 4                        | 3                        | 1                        | 17     | 17     | 11     | 4      | 2      |
| B. Guzin     | 18       | 46       | 23       | 21       | 2        | 2                        | 6                        | 2                        | 3                        | 1                        | 20     | 52     | 25     | 24     | 3      |
| M. Lazzarin  | 22       | 6        | 2        | 0        | 4        | 2                        | 0                        | 0                        | 0                        | 0                        | 24     | 6      | 2      | 0      | 4      |
| D. Modestino | 24       | 165      | 123      | 38       | 4        | 2                        | 14                       | 7                        | 3                        | 4                        | 26     | 179    | 130    | 41     | 8      |
| G. Sironi    | 22       | 264      | 225      | 23       | 16       | 1                        | 8                        | 6                        | 2                        | 0                        | 23     | 272    | 231    | 25     | 16     |
| A. Tellone   | 26       | 0        | 0        | 0        | 0        | 1                        | 0                        | 0                        | 0                        | 0                        | 27     | 0      | 0      | 0      | 0      |
| R. Wiblin    | 26       | 395      | 342      | 32       | 21       | 1                        | 7                        | 6                        | 1                        | 0                        | 27     | 402    | 348    | 33     | 21     |

P = presenze; PT = punti totali; AV = attacchi vincenti; MV = muri vincenti; BV = battute vincenti